# Chrześcijańska Służba Wyzwolenia Narodów
Chrześcijańska Służba Wyzwolenia Narodów „Prawda-Krzyż-Wyzwolenie” – stowarzyszenie chrześcijańskie założone 17 czerwca 1982 z inicjatywy ks. Franciszka Blachnickiego w Carlsbergu w Niemczech Zachodnich. 

## Historia
Głównym celem stowarzyszenia było: "udzielanie narodom, w których ludzie nie posiadają pełnej wolności w korzystaniu z praw osoby i człowieka, pomocy do uzyskania tej wolności", a sposobem działania "chrześcijańska służba". Dla wyzwolenia ludzi i narodów chciało stosować wyłącznie "wartości i siły, które wywodzą się z Ewangelii i chrześcijańskiej wiary".
W 1982 r. ChSWN zorganizowała dwa sympozja, których końcowe dokumenty miały rangę programu ukazującego drogę wyzwolenia człowieka i narodów: Deklaracja Carlsberska i Manifest Wyzwolenia Narodów Europy Środkowo-Wschodniej. Po zarejestrowaniu (18 stycznia 1983) ChSWN jako stowarzyszenie w prawie niemieckim (niem. e.V. – eigetragene Verein) w sądzie w Ludwigshafen, na walnym zebraniu (4 kwietnia 1983) wybrano nowy Zarząd i zatwierdzono plan najbliższych działań. Zgodnie z tym planem ChSWN zorganizowała w tym samym roku Studium Wyzwolenia Społecznego, pierwszy Marsz Pokoju o Wyzwolenie Narodów i rozpoczęła wydawanie dwumiesięcznika "Prawda † Wyzwolenie".
W latach 1983–1989 odbyło się siedem Marszów Wyzwolenia Narodów, najpierw na trasie Carlsberg-Neustadt-Zamek Hambach, później w formie manifestacji na zamku. Miejsce to zostało wybrane nieprzypadkowo: Zamek Hambach w 1832 r. stał się miejscem pierwszego zgromadzenia ludowego w niemieckiej historii znanego jako Hambacher Fest.
W latach 1983–1987 ukazało się drukiem osiem numerów czasopisma "Prawda † Wyzwolenie", najpierw jako dwumiesięcznik, potem jako kwartalnik drukowany w założonej w 1984 r. również przez ks. Blachnickiego w Carlsbergu drukarni "Maximilianum".
W 1984 r. ChSWN liczyła 650 osób. Dwa silne, liczące po kilkadziesiąt osób, koła działały w Dortmundzie i Bochum. Ks. Blachnicki pozostawał doradcą duchowym stowarzyszenia, jego kolejnymi prezesami byli m.in.: Hanna Chorążyna, Andrzej Jan Piwarski, Andrzej Chmielecki, Jolanta Gontarczyk. Ta ostatnia okazała się agentką wywiadu PRL. Razem z mężem, Andrzejem, zdobyli zaufanie ks. Blachnickiego i doprowadzili do zablokowania działalności wydawniczej i upadku drukarni oraz do wyhamowania działalności statutowej stowarzyszenia.